# Kowiesy (gromada)
Kowiesy – dawna gromada, czyli najmniejsza jednostka podziału terytorialnego Polskiej Rzeczypospolitej Ludowej w latach 1954–1972.
Gromady, z gromadzkimi radami narodowymi (GRN) jako organami władzy najniższego stopnia na wsi, funkcjonowały od reformy reorganizującej administrację wiejską przeprowadzonej jesienią 1954 do momentu ich zniesienia z dniem 1 stycznia 1973, tym samym wypierając organizację gminną w latach 1954–1972.
Gromadę Kowiesy siedzibą GRN w Kowiesach utworzono – jako jedną z 8759 gromad na obszarze Polski – w powiecie skierniewickim w woj. łódzkim, na mocy uchwały nr 39/54 WRN w Łodzi z dnia 4 października 1954. W skład jednostki weszły obszary dotychczasowych gromad Kowiesy, Budy Chojnackie, Chojnatka, Chojnata, Michałowice, Chrzczonowice, Franciszków, Janów, Paplin, Paplinek, Wędrogów, Wylezin Stary, Wylezin Nowy i Wymysłów oraz wieś Turowa Wola, parcelacja Turowa Wola, osiedle Myszadla-Turowa Wola, wieś Jaśminówka i zachodnia część wsi Nastyczówka z dotychczasowej gromady Turowa Wola ze zniesionej gminy Kowiesy w tymże powiecie. Dla gromady ustalono 21 członków gromadzkiej rady narodowej.
1 stycznia 1959 do gromady Kowiesy przyłączono obszar zniesionej gromady Wola Pękoszewska.
Gromada przetrwała do końca 1972 roku, czyli do kolejnej reformy gminnej. 1 stycznia 1973 w powiecie skierniewickim reaktywowano gminę Kowiesy.